# 海因里希·亨克尔
海因里希·亨克尔（德語：Heinrich Henkel，1903年9月12日—1981年2月28日），德国法律学者。西里西亚布雷斯劳腓特烈·威廉大学末任校长。

## 生平
亨克尔高中毕业后学习德语和法律，于1927年在法兰克福大学获得法学博士学位。
1930年，他在美因河畔法兰克福获得居留权，并于 1931年被任命为法官。1933年，亨克尔加入纳粹党，并被任命为法兰克福大学正教授。1934 年，他在马尔堡大学获得刑法和刑事诉讼法的正式教授职位。